# 澳門的士

澳門的士站標誌

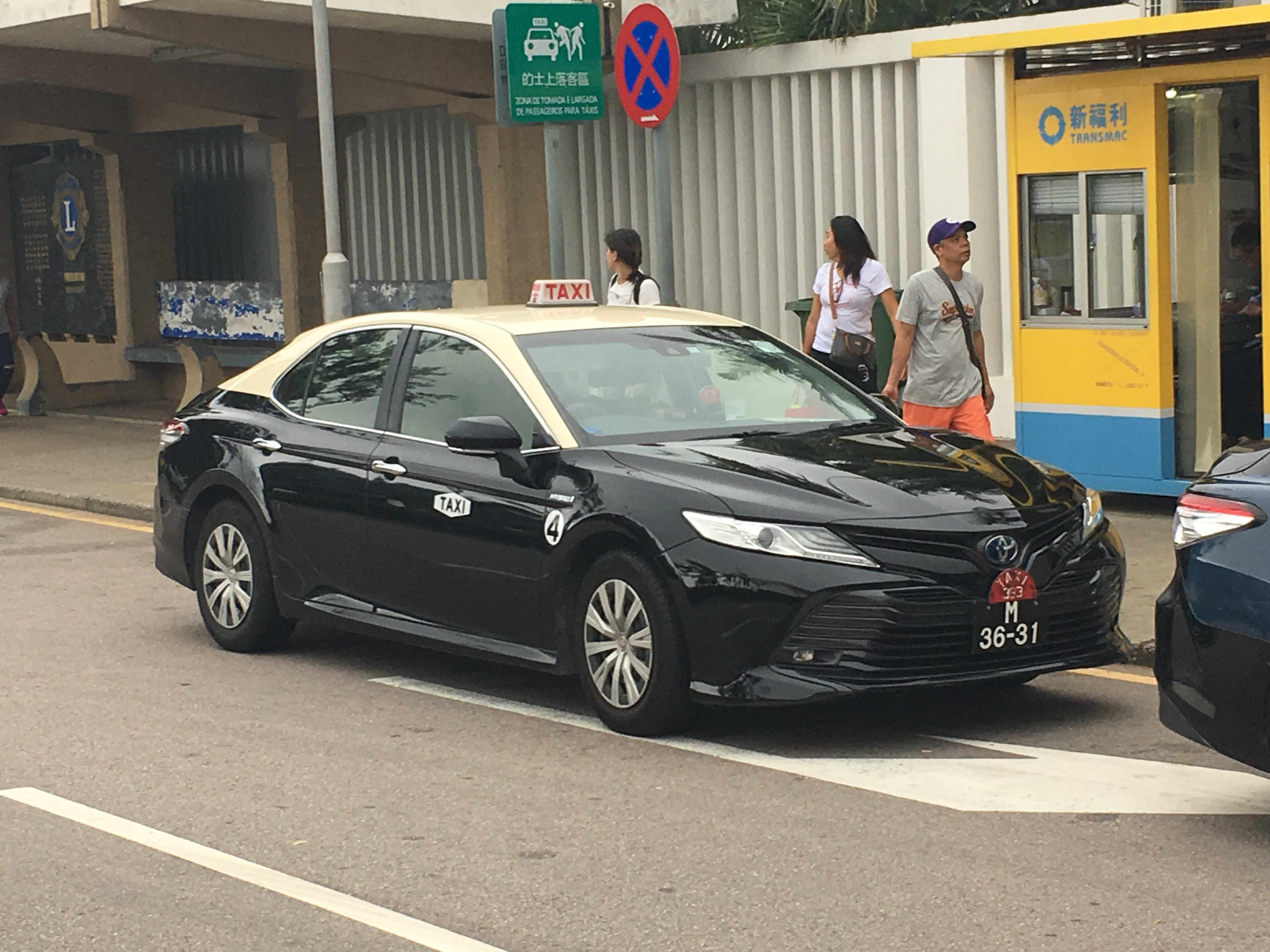
澳門的士

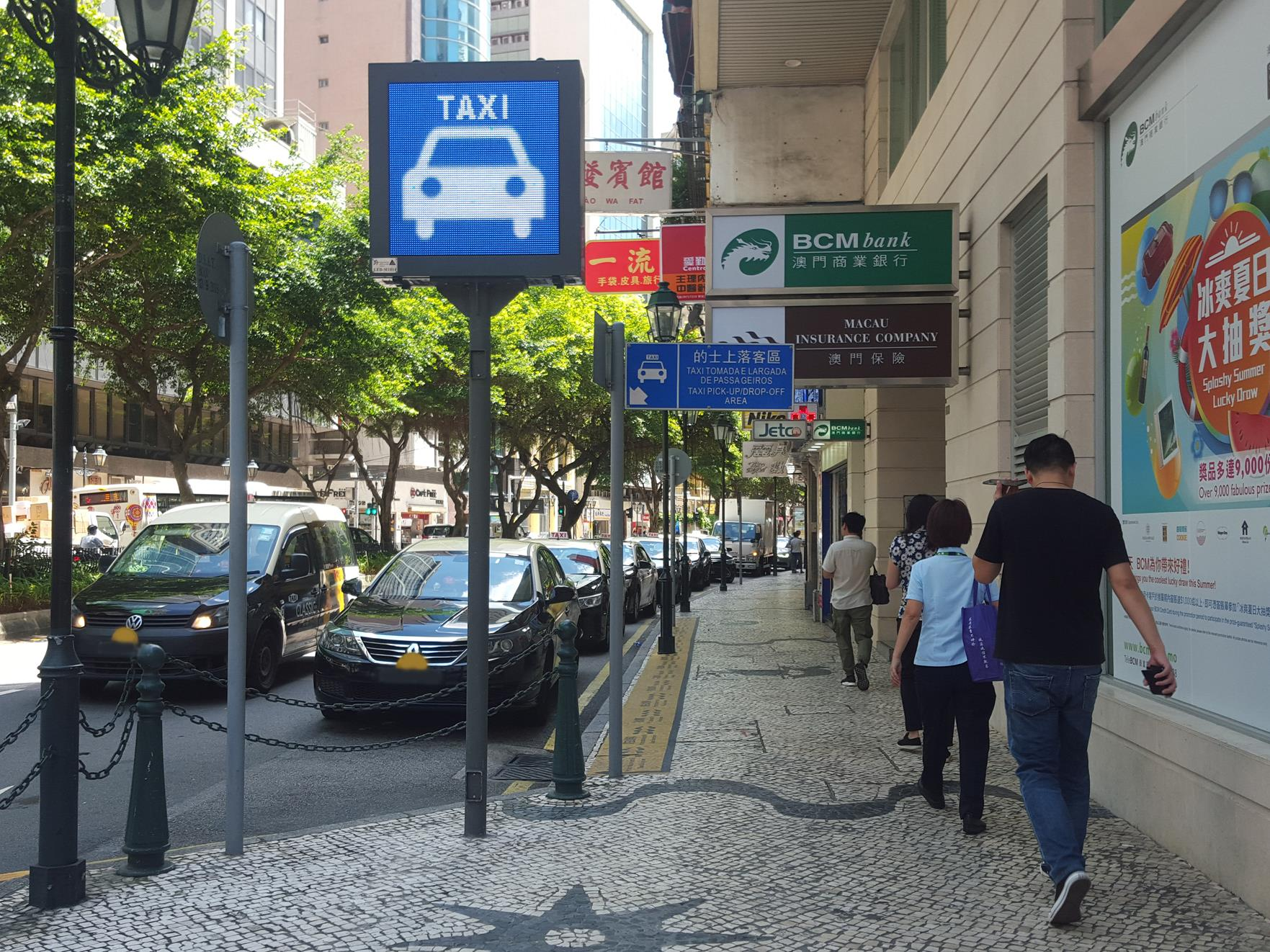
位於南灣大馬路的士站

澳門的士，是指在澳門境內行駛及營運的計程車。乘客上車後向司機指明目的地，司機便會直接駕駛前往。車費根據車程及等候時間而按錶收費。運載行李、前往某些地區則需額外繳付特定的附加費用。

## 歷史
澳門於1911年首次引入福特牌的士，由位於風順堂街及羅神父街的阿蘭不拉公司（Casa Alambra）經營。

## 種類
澳門以前也曾分兩種不同地區的士，分別爲行駛澳門半島的澳門的士，以及行駛離島地區的離島的士，到1974年，澳門半島共有的士425部，離島的士只有30 部。離島的士大多採用舊車。
但離島的士的生意也只是一般，由於當時澳門市民大多集中住在澳門市區，在離島居住的只時寥寥可數，因此30部的士已相當足夠。當嘉樂庇將軍大橋在74年10月5日接通澳門與氹仔兩地後，澳門的士和離島的士便無分別了。不過，現時離島的士和澳門的士也有一點不同，就是在車頭的車牌上半月形的的士編號牌，若編號牌爲紅色，則爲澳門的士牌，而綠色的則爲離島的士牌，大橋通車至現在，政府也再無發出離島的士牌，所以數目也只是得30部。直至現時爲止，離島的士之轉讓價大約較澳門的士平一萬元左右。

現時，澳門的士为黑色車身、奶白色車頂，收費及可行駛營運之地區並無差異，使用電召服務則需要額外繳付電召費用。

### 一般的士

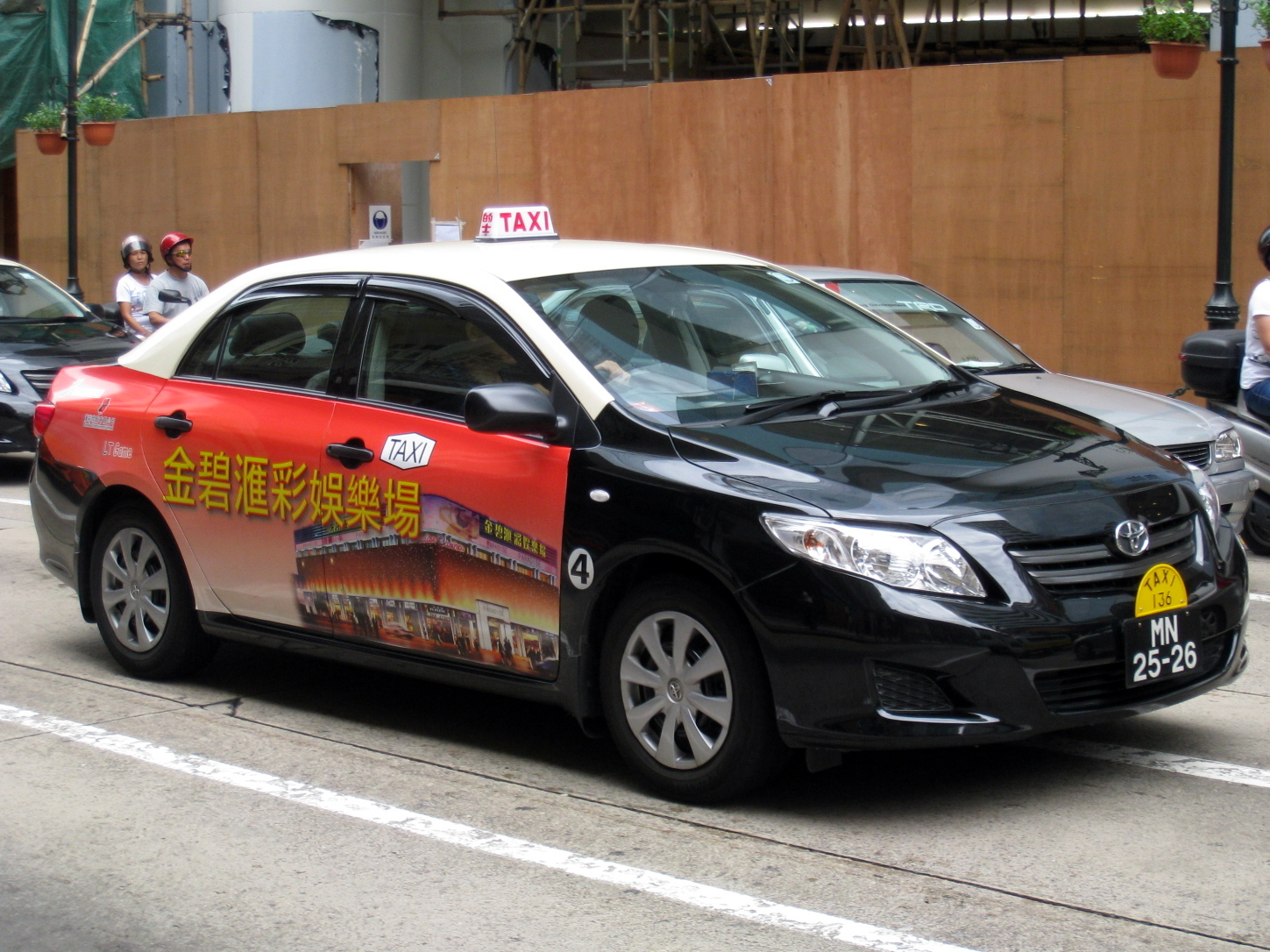
貼有車身廣告之普通的士

一般的士，俗稱黑的，因車身漆上黑色而得名。普通的士可接載乘客來往澳門半島、氹仔、路氹城和路環所有有道路連接的地點（包括關閘口岸、蓮花口岸和澳門國際機場）。乘客可於的士站候車，亦可於行人路向馬路上沒有載客之的士揮手示意截車（禁止停車區域除外）。現時黑的以4人座車輛提供服務。依靠輪椅代步的傷健人士或需運載大型貨物之乘客可選搭福士車款，尾箱高度比傳統豐田、福特車款高。

### 宏益特別的士（已結束營運）

#### 簡介

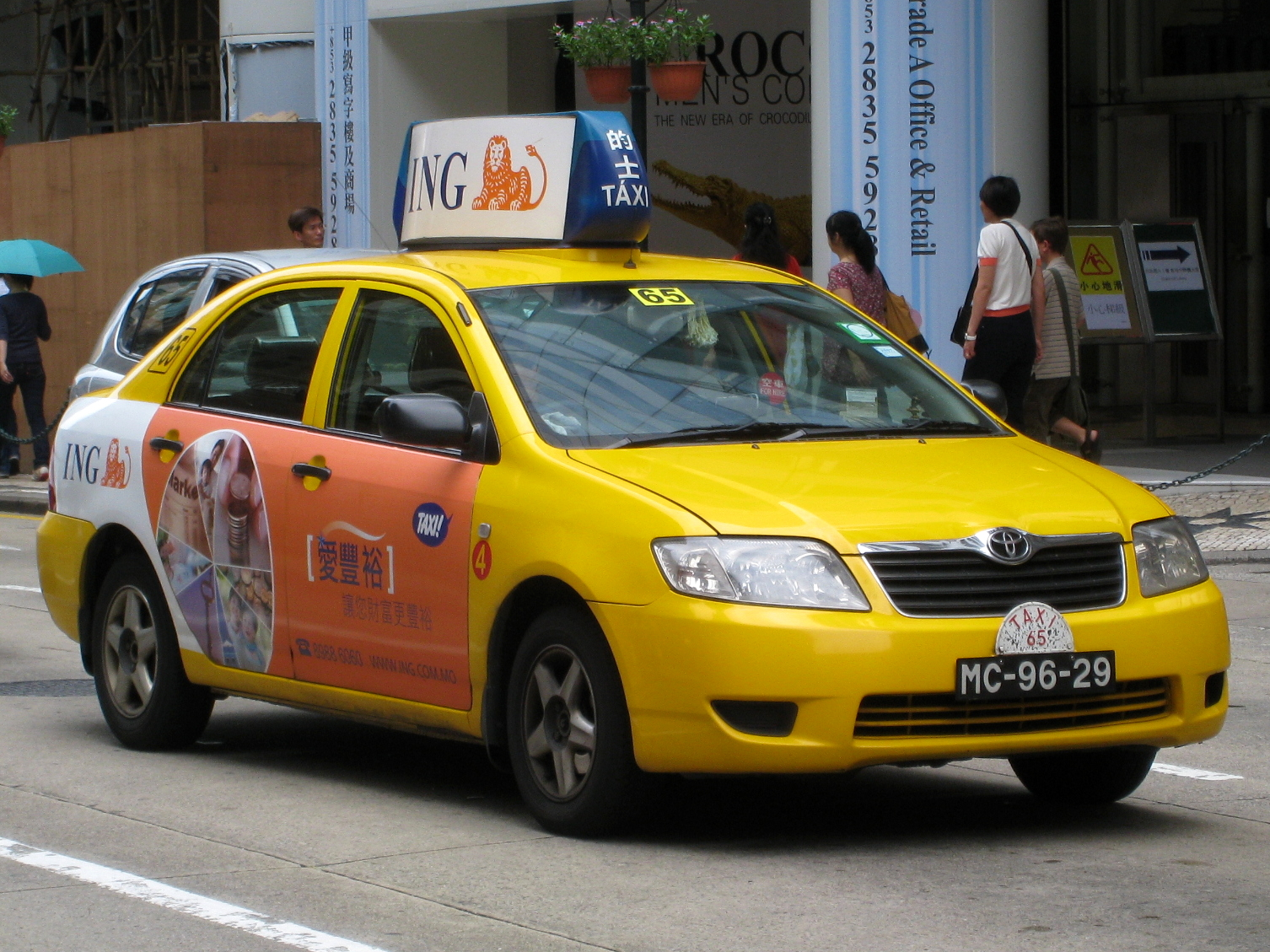
宏益特別的士（現已結束營運）

宏益特別的士，俗稱黃的、前電召的士，因車身漆上黃色而得名，有別黑的的獨立個別經營，黃的採用的是公司專營制，至結束營運前一直都由宏益電召公司營運。特別的士與普通的士一樣，可接載乘客來往澳門半島、氹仔、路氹城和路環所有有道路連接的地點（包括關閘口岸、蓮花口岸和澳門國際機場）。乘客可致電宏益公司總台召車，說出所在位置，總台便會立即派車接送，特別的士不能於的士站候客。早年乘客亦可於行人路向馬路上沒有載客之特別的士揮手示意截車（禁止停車區域除外），惟近年特別的士已不可在馬路上即場載客，只可接受電召。的士座位統一為4座位，使用特別的士必須向司機額外繳付電召費。
設立特別計程車服務原意，是補充“黑的”的不足，解決某些區域長期缺乏計程車服務的難題。為保障一般計程車（黑的）營運，規定特別計程車不可在澳門半島招呼站候客。
因應社會發展對的士服務的需求，2011年，交通事務局與宏益就的士特別准照續約展開磋商。交通事務局與宏益在法律理解、立場及意見存在分歧，導致雙方未能達到滿意的共識。特區政府考慮到社會對特別的士服務的訴求，決定延續准照十八個月（至2014年2月6日），並在此期間繼續與宏益協商，緩解雙方的意見分歧及訂定更優的經營條件。

#### 結束營運
2014年11月2日，交通事務局宣佈不與宏益電召公司續約，且此前政府並沒有引入新經營者來營運黃的。意味著合約期（至2014年11月5日）約滿後，即11月6日，不會再有特別的士（黃的）出現在澳門街道上，黃的將成為歷史名詞。宏益公司交代會妥善處理員工的轉職或離職安排。另外，因應黃的退場，政府已經聯絡黑的方面的電召台來填補此空缺。

### 簡介

澳門電召的士 (藍色輪椅的士)

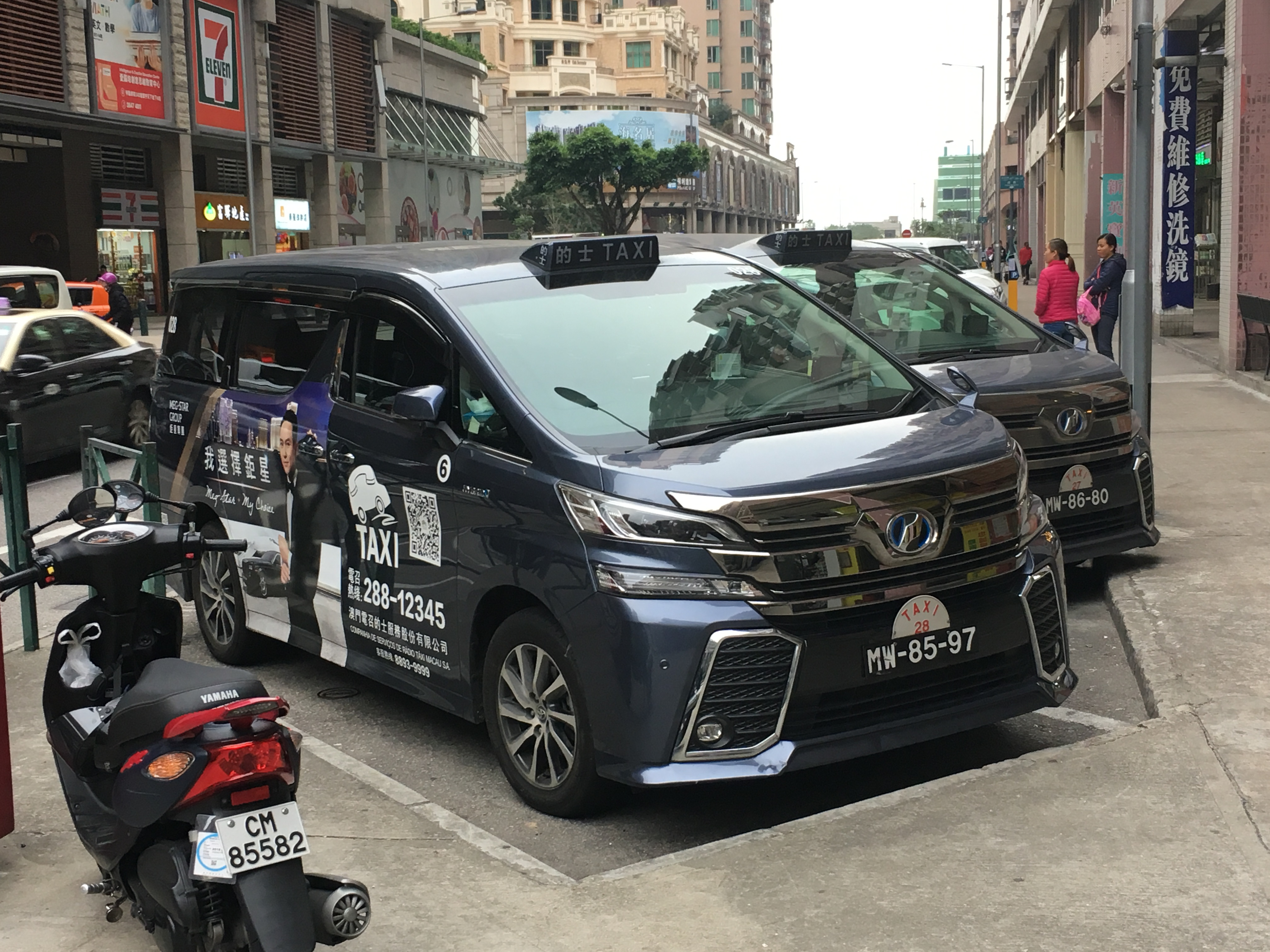
澳門電召的士 (藍色大型的士)

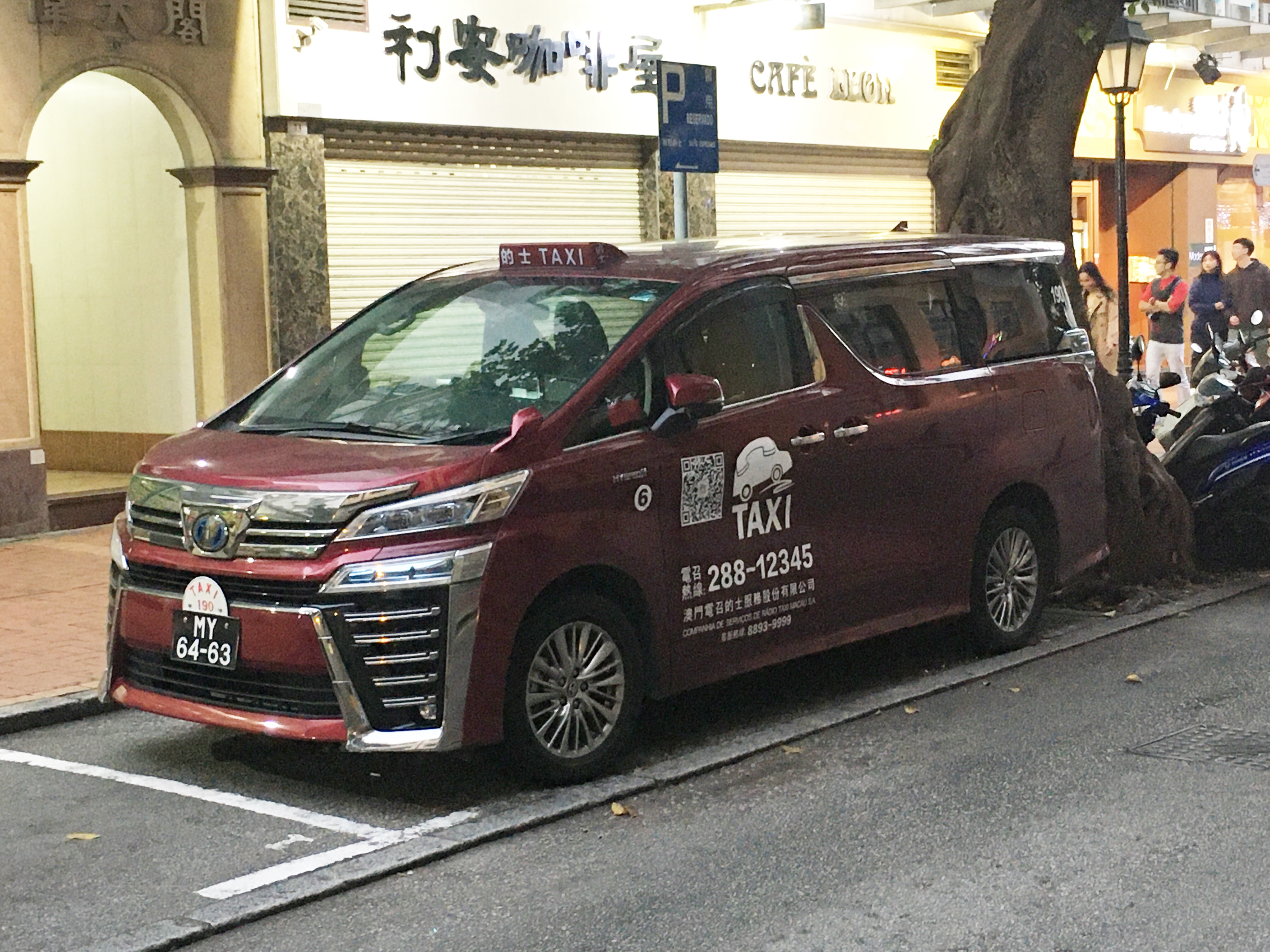
澳門電召的士 (紅色大型的士)

繼黃的結束營業後，澳門電召的士服務股份有限公司於2015年11月20日成立，主要服務透過的士服務中心為乘客提供召喚特別的士服務（純電召的士服務），電召的士座位為6座位。當中包括即時召喚及預約服務，並同時召喚及預約無障礙的士服務及其它獲准經營的相關服務，但電召的士不可以停泊在的士站排車上客，以及乘客不可以在街上隨便截車。

## 現時收費
2024年2月7日，澳門特別行政區政府頒布第23/2024號行政長官批示，自同年2月8日0時起實施。屆時的士收費將透過的士車載智能終端系統進行調整。
| 項目 | 價格 （澳門元） |
| --- | --------------- |
| 首1600米 | 21              |
| 跳錶（220米） | 2               |
| 應乘客要求停車等候（每55秒） | 2               |
| 放置在行李箱之行李（每件） | 3               |
| 附加費 |                 |
| 由氹仔往路環 | 2               |
| 由澳門往路環 | 5               |
| 於橫琴島澳門大學新校區乘車 | 5               |
| 於澳門國際機場的士站、氹仔客運碼頭的士站、橫琴口岸澳方口岸區或港珠澳大橋珠澳口岸人工島乘車                                                  | 8               |
| 特別的士（藍的）即時電召費（只要接載乘客時未超過約定時間十分鐘方須繳付） 如未經乘客同意派出非屬要求的車型接載，則無須繳付特別的士即時電召費 | 5               |
| 備註： - 車資及附加收費以澳門幣結算，乘客亦可以港元繳付費用（以1港元：1澳門幣：1人民幣計算）。                                              |                 |

## 歷史收費
| 歷史收費（單位：澳門元） | 歷史收費（單位：澳門元）           | 歷史收費（單位：澳門元）                    | 歷史收費（單位：澳門元）                       | 歷史收費（單位：澳門元）                                                                                      |
| 年份 | 單程價格                           | 時間收費                                    | 等候收費                                       | 附加費 |
| --- | ---------------------------------- | ------------------------------------------- | ---------------------------------------------- | --- |
| 1963 | 1圓（四座位） 1.5圓（五座位）      | 3圓（四座位每30分鐘） 4圓（五座位每30分鐘） | 1.5圓（1小時內每30分鐘） 2圓（1小時後每1小時） | 附加費不詳 |
| 1974年7月前收費按僅一程或時間計算 |                                    |                                             |                                                | |
| 年份 | 起錶價格                           | 跳錶價格                                    | 等待收費                                       | 附加費調整 |
| 1974年7月 | 2.5圓（首2英里）                   | 0.2圓（每1.2英里）                          | 收費不詳                                       | 附加費不詳 |
| 1980年前具體收費變化不詳 |                                    |                                             |                                                | |
| 1980年2月 | 3.0圓（首1英里）                   | 0.4圓（每1/5英里）                          | 0.4圓（每2分鐘）                               | 調整： 0.5圓（每件行李）                                                                                      |
| 1983年2月 | 3.5圓（首1500公尺）                | 0.4圓（每250公尺）                          | 0.4圓（每2分鐘）                               | 調整： 1圓（每件行李）                                                                                        |
| 1984年11月 | 4.0圓（首1500公尺）                | 0.5圓（每250公尺）                          | 0.4圓（每1.5分鐘）                             | 新增： 5圓（澳門→⁠⁠氹仔） 10圓（澳門→⁠路環）                                                                     |
| 1985年1月 | 4.0圓（首1500公尺）                | 0.5圓（每250公尺）                          | 0.5圓（每2分鐘）                               | |
| 1988年3月 | 4.5圓（首1500公尺）                | 0.6圓（每250公尺）                          | 0.6圓（每1.5分鐘）                             | |
| 1990年4月 | 5.5圓（首1500公尺）                | 0.7圓（每250公尺）                          | 0.7圓（每分鐘）                                | 新增： 5圓（氹仔→⁠路環）                                                                                       |
| 1992年2月 | 6.5圓（首1500公尺）                | 0.8圓（每250公尺）                          | 0.7圓（每分鐘）                                | |
| 1992年5月 | 6.5圓（首1500公尺）                | 0.8圓（每250公尺）                          | 0.8圓（每分鐘）                                | |
| 1993年7月 | 7.0圓（首1500公尺）                | 0.9圓（每250公尺）                          | 0.9圓（每分鐘）                                | 調整：2圓（每件行李）                                                                                         |
| 1995年1月 | 8.0圓（首1500公尺）                | 1.0圓（每250公尺）                          | 1.0圓（每分鐘）                                | |
| 1996年5月 | 9.0圓（首1500公尺）                | 1.0圓（每220公尺）                          | 1.0圓（每分鐘）                                | 調整： 5圓（澳門→⁠路環） 2圓（氹仔→⁠路環） 3圓（每件行李） 新增： 5圓（機場的士站上車） 取消： 5圓（澳門→⁠氹仔） |
| 1998年10月 | 10.0圓（首1500公尺）               | 1.0圓（每200公尺）                          | 1.0圓（每分鐘）                                | |
| 2006年7月 | 11.0圓（首1500公尺）               | 1.0圓（每180公尺）                          | 1.0圓（每50秒）                                | |
| 2008年9月 | 13.0圓（首1600公尺）               | 1.5圓（每230公尺）                          | 1.5圓（每分鐘）                                | |
| 2012年7月 | 15.0圓（首1600公尺）               | 1.5圓（每230公尺）                          | 1.5圓（每分鐘）                                | |
| 2014年12月 | 17圓（首1600公尺）                 | 2圓（每260公尺）                            | 2圓（每分鐘）                                  | |
| 2017年4月 | 收費沒有變化                       | 收費沒有變化                                | 收費沒有變化                                   | 新增： 5圓（特別的士電召費）                                                                                  |
| 2017年7月 | 19圓（首1600公尺）                 | 2圓（每240公尺）                            | 2圓（每分鐘）                                  | 新增： 5圓（氹仔碼頭的士站或澳門大學橫琴校區上車）                                                            |
| 2018年12月 | 收費沒有變化                       | 收費沒有變化                                | 收費沒有變化                                   | 新增： 5圓（蓮花口岸的士站或港珠澳大橋口岸人工島上車）                                                        |
| 2019年6月 | 配合新法重新公佈批示，收費沒有變化 | 配合新法重新公佈批示，收費沒有變化          | 配合新法重新公佈批示，收費沒有變化             | 配合新法重新公佈批示，收費沒有變化                                                                            |
| 2020年8月 | 收費沒有變化                       | 收費沒有變化                                | 收費沒有變化                                   | 新增： 5圓（橫琴口岸上車）                                                                                    |
| 2024年2月 | 21圓（首1600公尺）                 | 2圓（每220公尺）                            | 2圓（每55秒）                                  | 調整： 8圓（機場的士站、氹仔碼頭的士站、橫琴口岸或港珠澳大橋口岸人工島上車） 取消： 5圓（蓮花口岸的士站上車） |
| 備註： - 在1984年規定跨區附加費前，訓令沒有規定需要收取跨區附加費或過橋費等，但嘉樂庇總督大橋於1974年通車至1982年取消收費期間，輕型客車一次來回收費5圓（僅在氹仔往澳門方向設有收費站），具體資料不詳。 |                                    |                                             |                                                | |

## 數量及種類
截至2025年4月25日︰
| 的士牌照數量        | 的士牌照數量  | 的士牌照數量                            | 的士牌照數量 |
| 種類                | 種類          | 批給數量 (輛)                           | 有效數量(輛) |
| ------------------- | ------------- | --------------------------------------- | ------------ |
| 普通的士(黑的)      | 個人永久執照  | 650（包括約30部離島的士）               | 992          |
| 普通的士(黑的)      | 個人8年期執照 | 350                                     | 992          |
| 普通的士(黑的)      | 公司執照      | 500（10個公司準照，每間公司最多為50部） | 471          |
| 普通的士(黑的)      | 總數          | 總數                                    | 1463         |
| 特別的士 (電召的士) | 普通車型的士  | 300（藍的100部，紅的200部）             | 258          |
| 特別的士 (電召的士) | 大型的士      | 300（藍的100部，紅的200部）             | 20           |
| 特別的士 (電召的士) | 無障礙的士    | 300（藍的100部，紅的200部）             | 12           |
| 特別的士 (電召的士) | 機動的士      | 300（藍的100部，紅的200部）             | 10           |

## 品牌及車型
澳門的士用車品牌，過去以豐田Corolla為主，在2014年以後，逐步由豐田Camry油電混合自動波的士取代及佔大多數，此外還有豐田Alphard及豐田Vellfire(專為VIP服務)、豐田Noah、豐田Avensis、現代Ioniq、福特Mondeo、雷諾Latitude、福士Caddy、日產Serena、日產Leaf、Mazda6、比亞迪e6。電召的士則以豐田Vellfire為主，附設輪椅的車型則為豐田 Voxy Welcab。

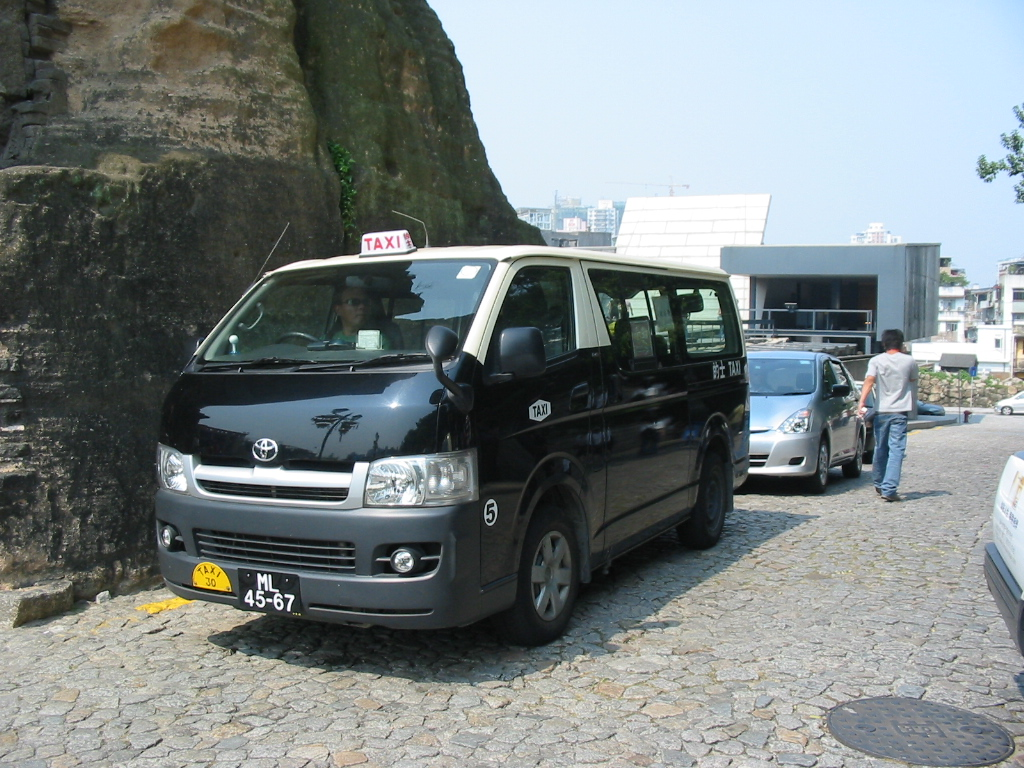
已退役的豐田Hiace
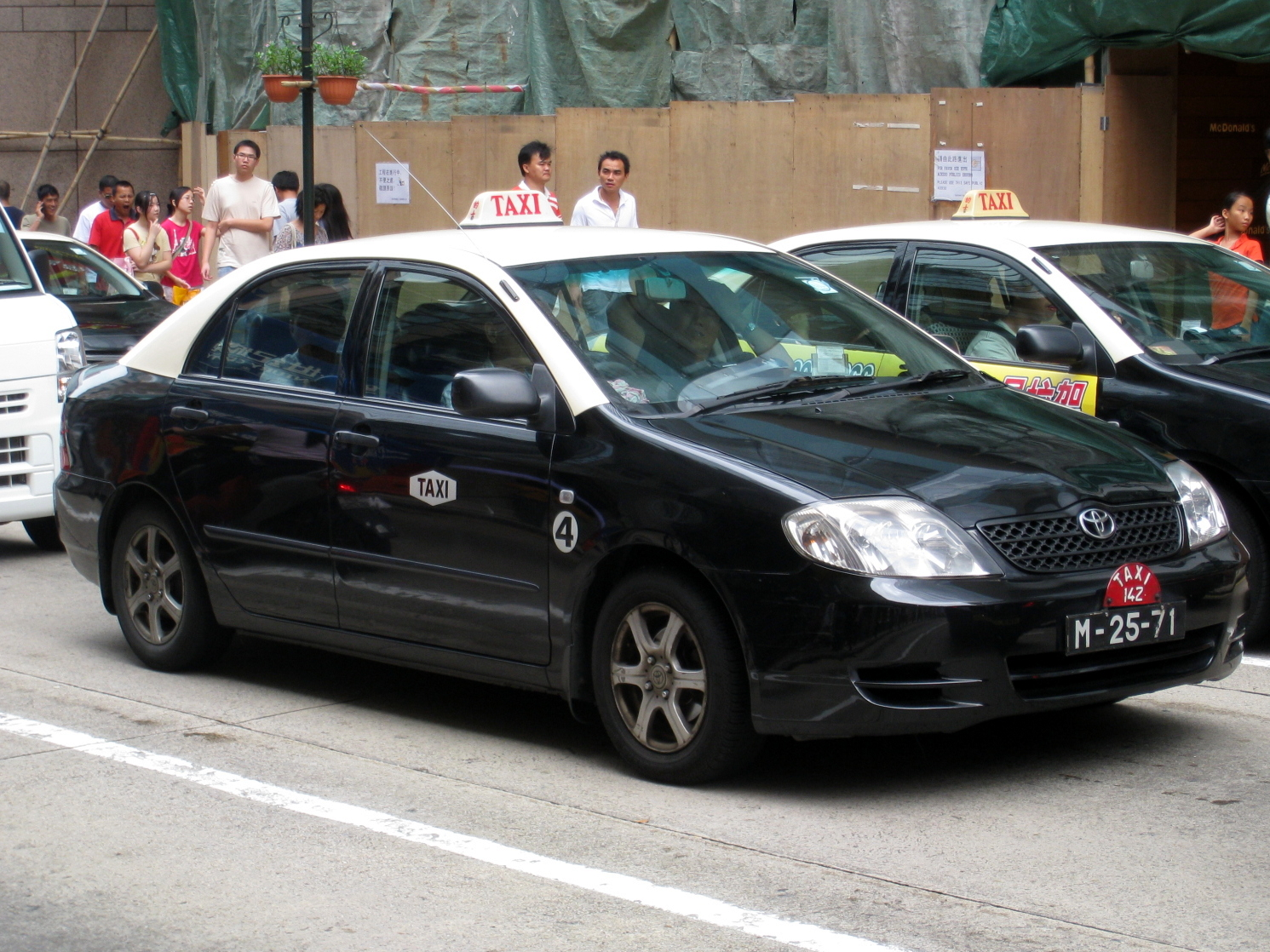
已退役的豐田Corolla E120的士
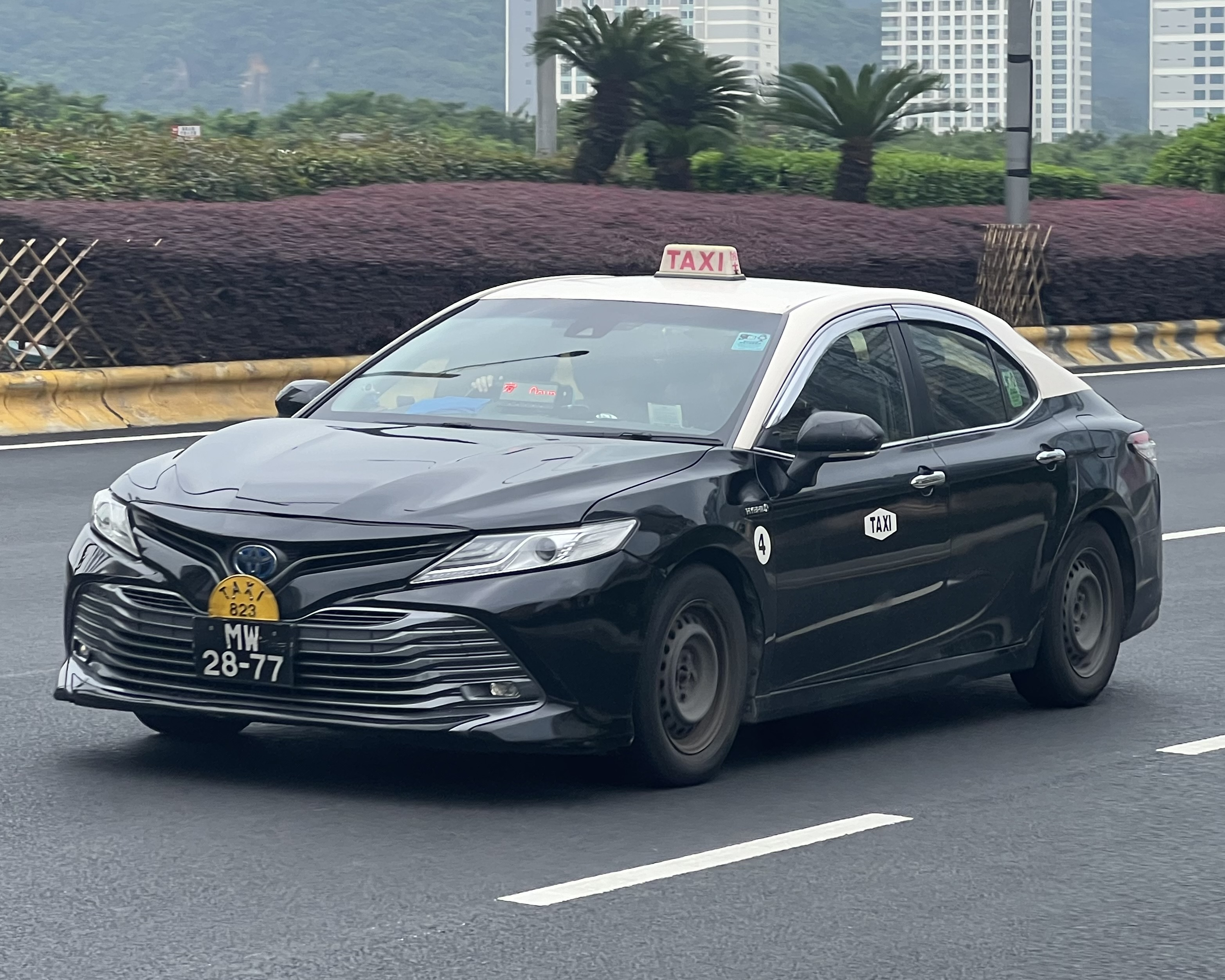
豐田Camry
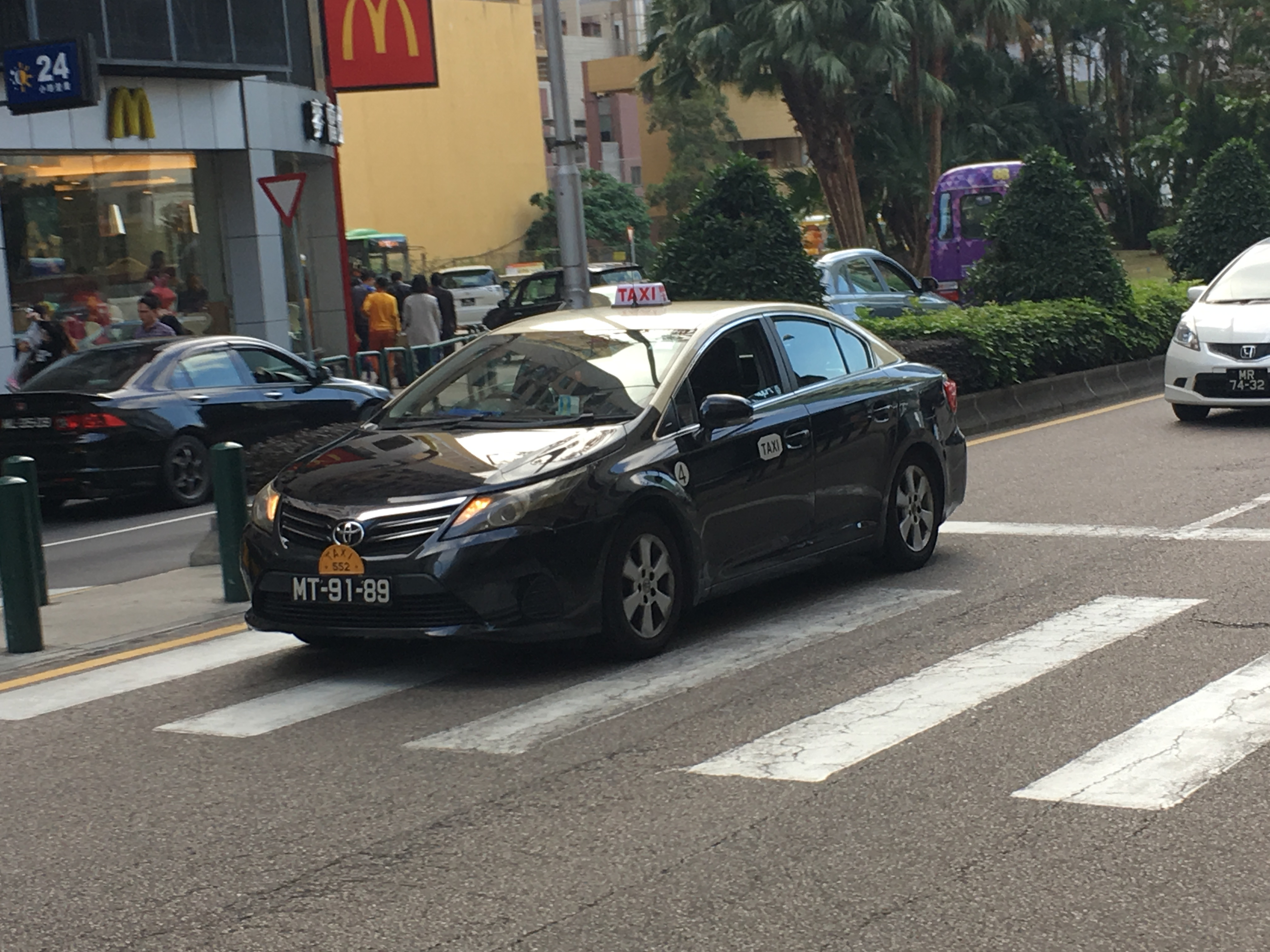
豐田Avensis
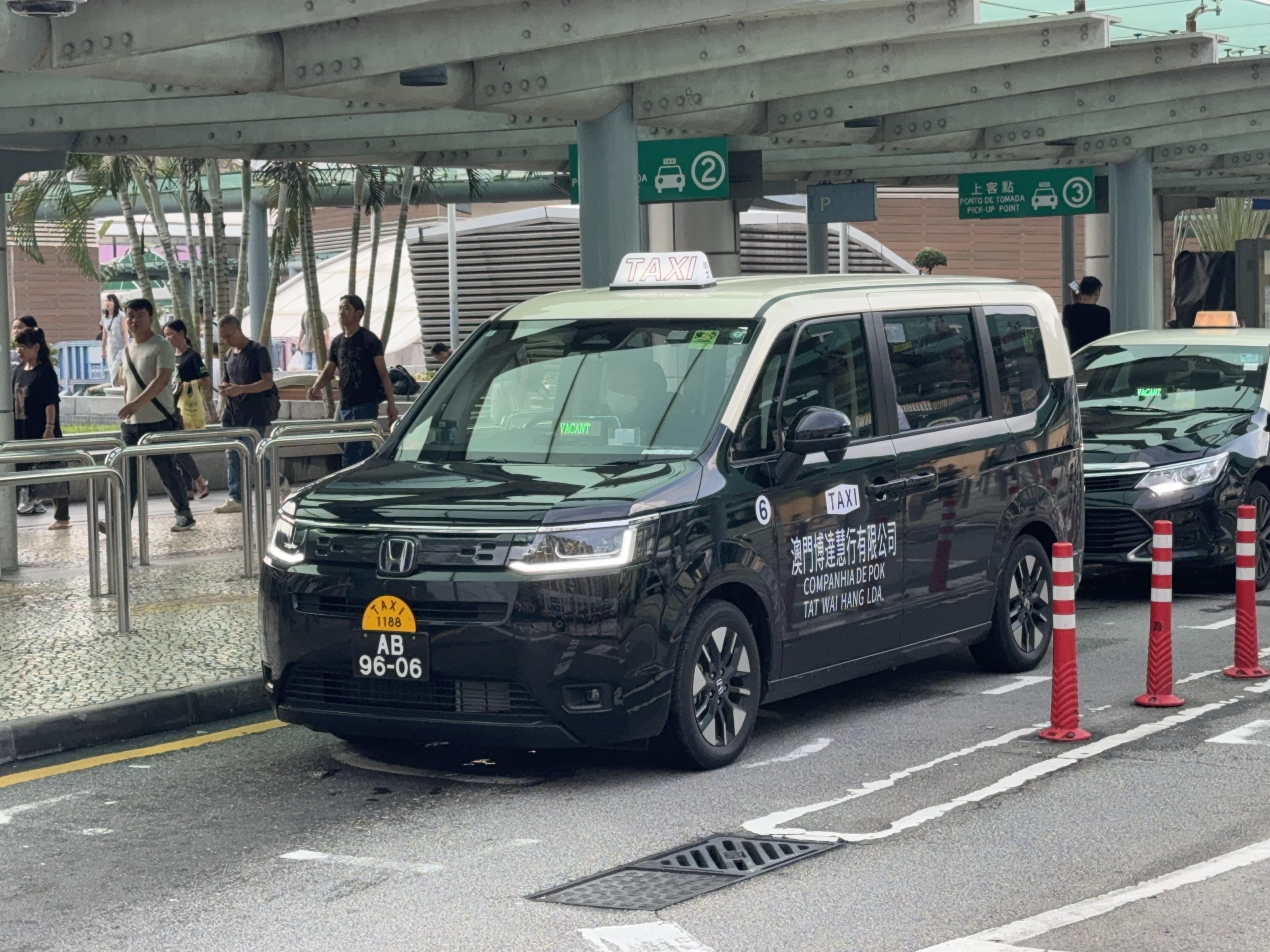
本田Stepwgn
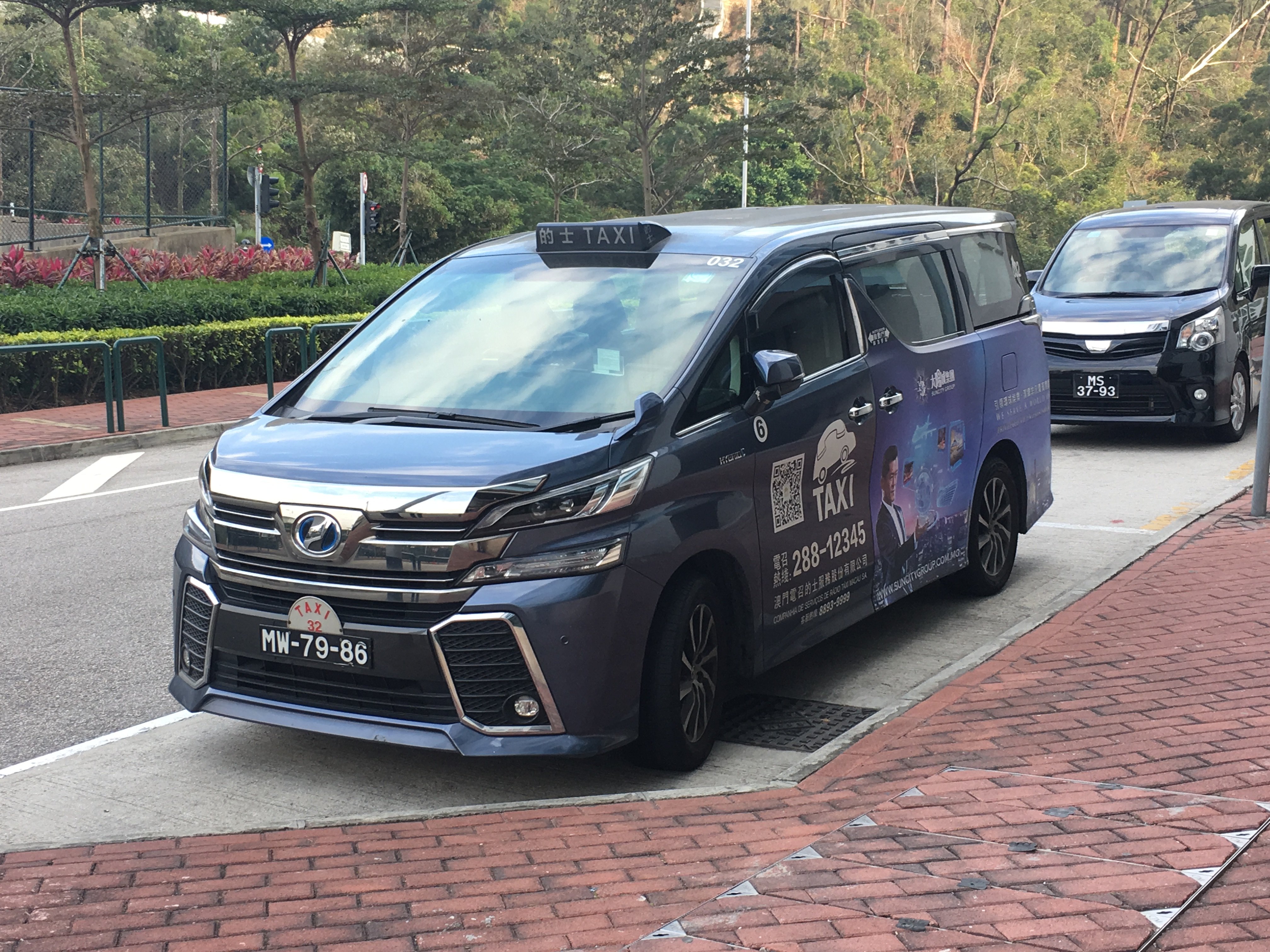
豐田Vellfire
豐田Voxy
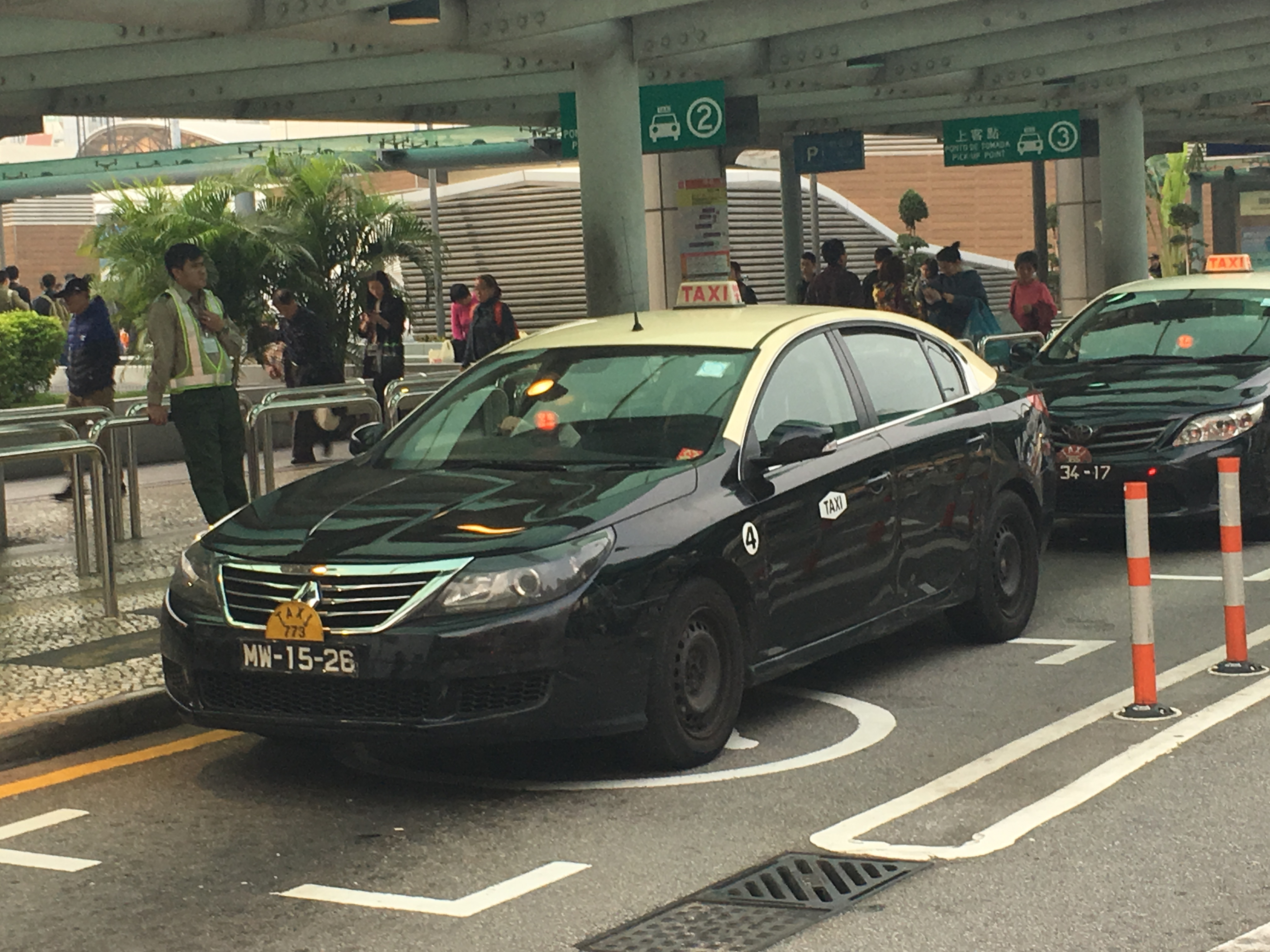
雷諾Lattiude
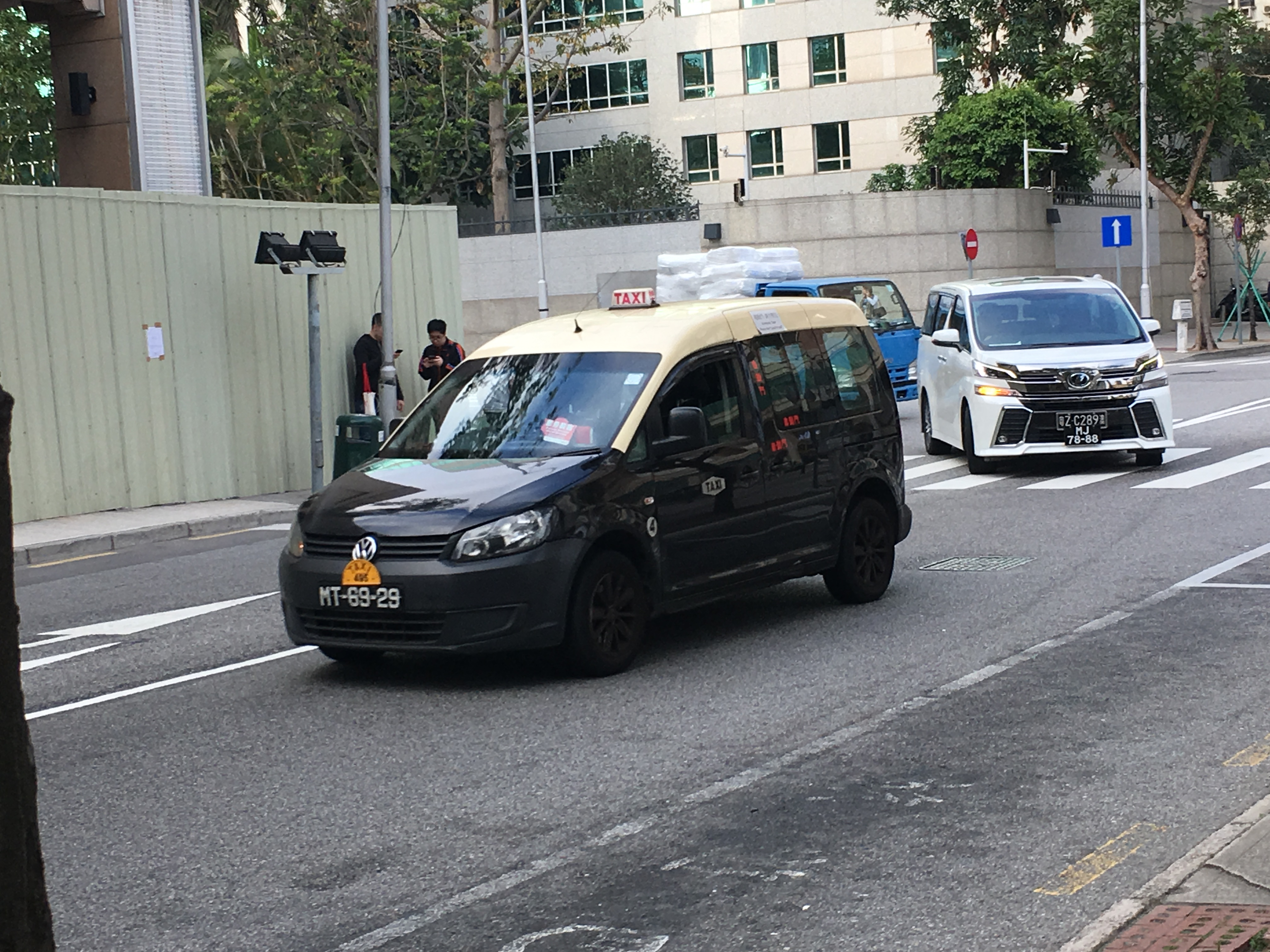
福士Caddy
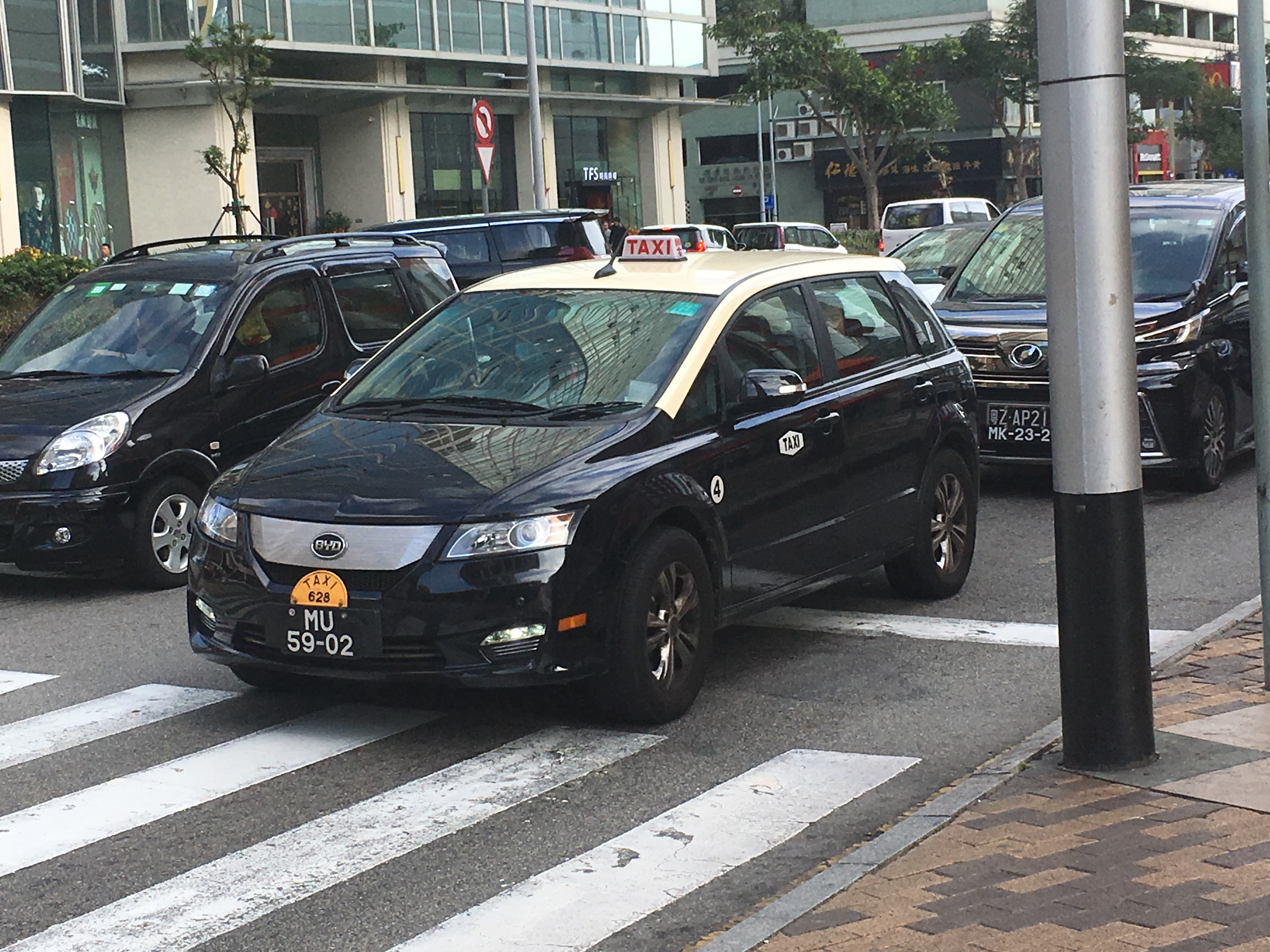
比亞迪e6（第一代）
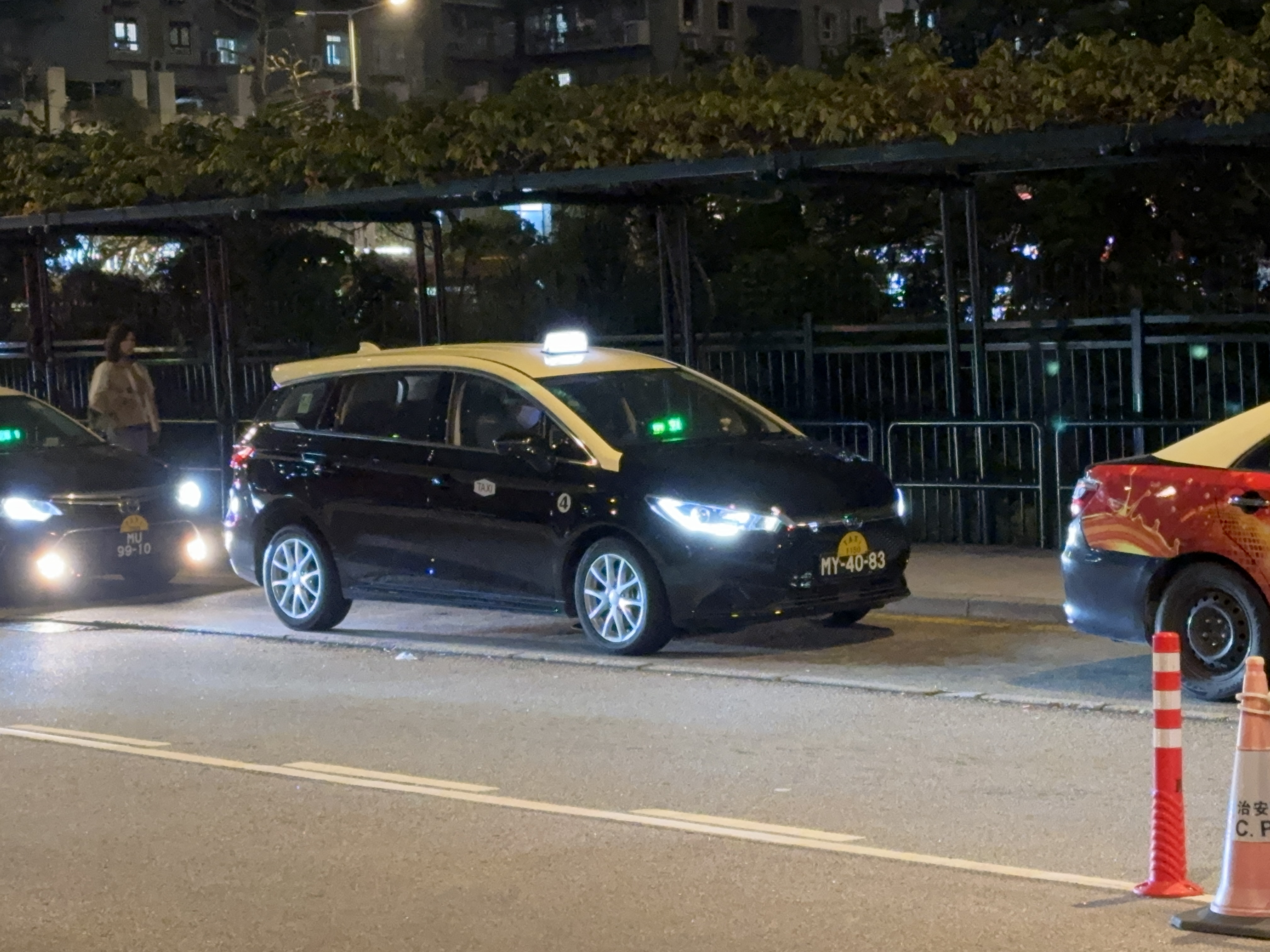
比亞迪e6（第二代）
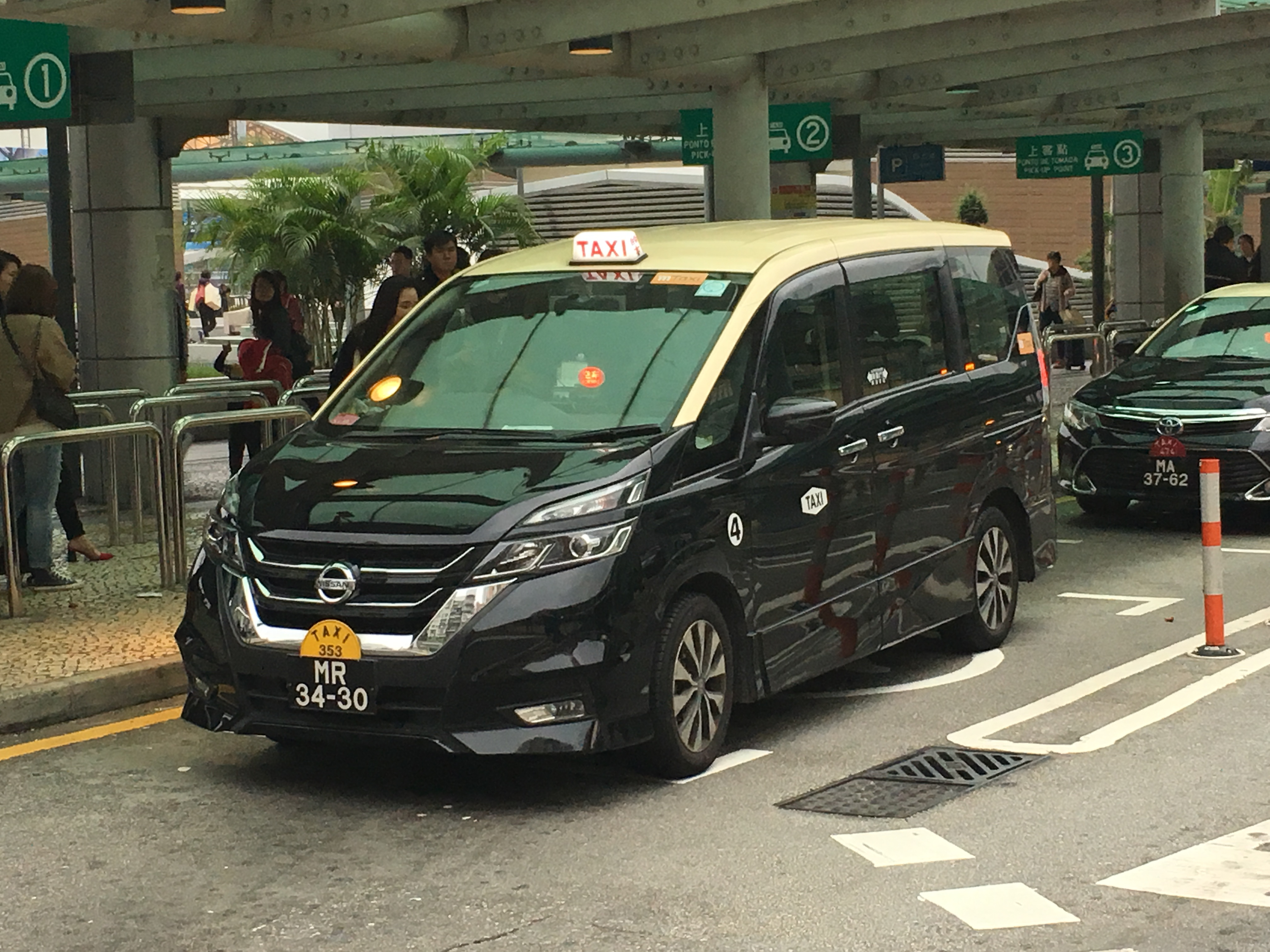
日產Serena
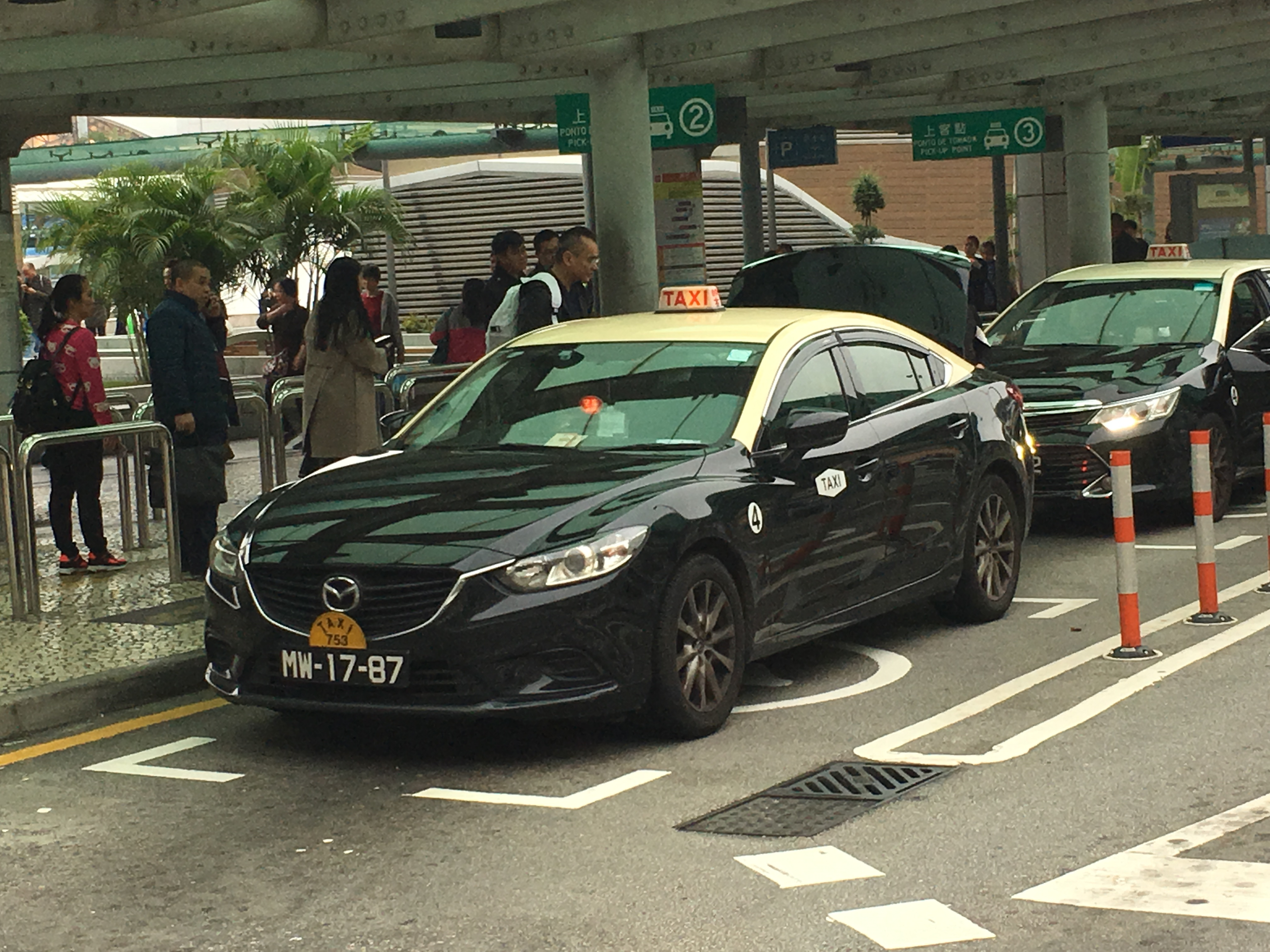
馬自達6
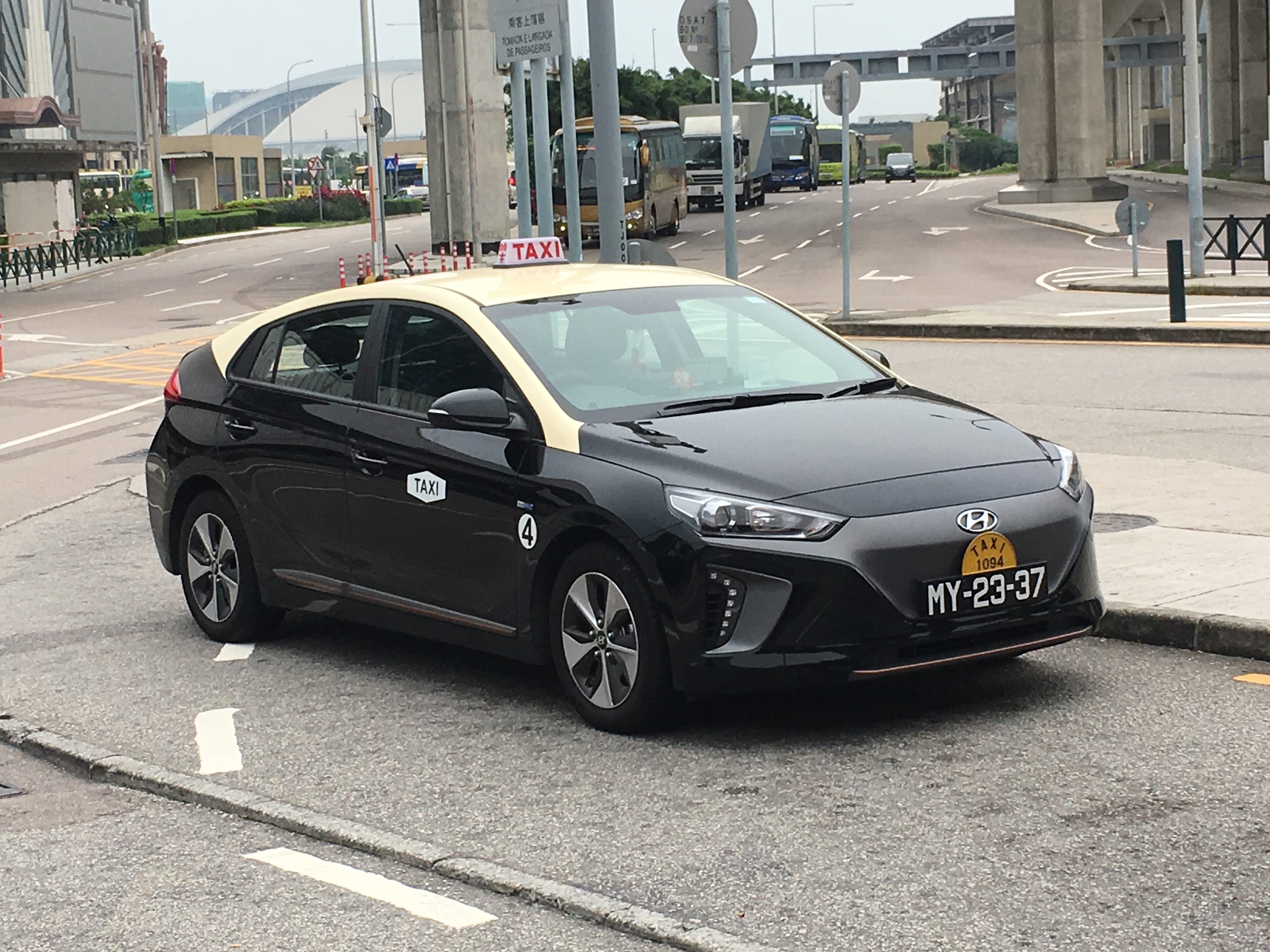
Hyundai Ioniq

## 相關爭議

### 澳門的士亂象
澳門的士行業被指普遍存在嚴重違規及欠缺職業操守的現象，相關違規及操守行為包括拒載、揀客、繞路、議價、恐嚇、濫收車資和態度惡劣等。近年來也發生了司機對乘客作出多起暴力行為和把乘客禁錮在車內的事件，導致澳門社會各界對的士服務批評不斷。

### 超強颱風天鴿造成數百部的士損壞
2017年8月23日，澳門受超強颱風天鴿影響，出現破紀錄的猛烈颶風及嚴重風暴潮，約有300部的士在風災中損壞，其中200多部的士因水浸要即時退役。

### 疫情下部分的士司機無政府援助
2020年，受2019冠狀病毒病澳門疫情影響，澳門的士生意額大跌，有的士公會及司機連日向政府反映作出援助，後來政府逐步回應業界訴求，但政府在推出第2輪經援措施中，由於部分的士司機未能受惠，因此惹來較大爭議。

### 的士撐國安法爭議
2020年6月6日，有團體發起於的士車身貼上「撐港區國安立法」貼紙，但相關的士引起市民及傳媒關注，並質疑沒有依法向市政署申請「車輛上的廣告准照」以及遞交廣告內容。另外，亦沒有按照法律規定提前向當局作出有關集會和遊行的預告，以及該集會活動的進行是否有抵觸政府「避免聚集」的呼籲。
據消息指，有人呼籲的士司機「要支持港區國安立法，以車身廣告撐國家」，且每貼一星期就會獲得100元報酬。化名阿閔的的士承租人（俗稱大包）向《愛瞞日報》反映，未必所有的士都有向當局依法申請貼廣告，「呢幾日都有司機驚會罰錢，撕返走個貼紙」。飽受疫情影響，阿閔雖苦訴的士業「搵食艱難」，但因政治立場不同，他表明「我絕對唔會搞部車，之前插國旗每日100蚊我都冇插」。他又批評「以金錢購買愛國行為」，「有啲司機之前鬧香港示威者係收錢出嚟搞事，咁佢哋而家咪做緊一樣嘅嘢」。但阿閔都不排除有真心愛國的人，再加上現時旅客量大減，他亦理解選擇貼貼紙的人，「的士生意跌咗唔止九成，貼貼紙一星期有100蚊，一個月就有400幾500蚊，攞嚟換機油幫補下都好嘅」。